# السرحات العليا (الجوف)
السرحات العليا هي إحدى قرى الجمهورية اليمنية. وهي تتبع جغرافيًا لمحافظة الجوف. وإداريًا لمديرية المتون. يبلغ تعداد سكانها 3524 نسمة حسب الإحصاء الذي جرى عام 2004.